# Prochoreutis extrincicella
Prochoreutis extrincicella là một loài bướm đêm thuộc họ Choreutidae. Loài này có ở Bắc Mỹ, bao gồm Illinois, Maryland và Kentucky.
Cánh trước có màu vàng rơm, thân có màu nâu rất nhạtn.
Cá thể trưởng thành mọc cánh vào tháng 6.